# Borredà
Borredà est une commune de la communauté de Catalogne en Espagne, située dans la Province de Barcelone. Elle appartient à la comarque de Berguedà.